# Chauffour-lès-Bailly
Chauffour-lès-Bailly ist eine französische Gemeinde mit 135 Einwohnern (Stand: 1. Januar 2022) im Département Aube in der Region Grand Est (vor 2016 Champagne-Ardenne). Sie gehört zum Arrondissement Troyes und zum Kanton Bar-sur-Seine.

## Lage
Chauffour-lès-Bailly liegt etwa 20 Kilometer ostsüdöstlich von Troyes.
Nachbargemeinden sind Montreuil-sur-Barse im Norden und Nordwesten, Marolles-lès-Bailly im Osten, Poligny im Südosten, Bourguignons im Süden und Südosten, Courtenot im Süden, Fouchères im Südwesten, Chappes im Westen und Südwesten sowie Villemoyenne im Westen.

## Bevölkerungsentwicklung
| Jahr                      | 1962 | 1968 | 1975 | 1982 | 1990 | 1999 | 2006 | 2011 | 2016 |
| ------------------------- | ---- | ---- | ---- | ---- | ---- | ---- | ---- | ---- | ---- |
| Einwohner                 | 103  | 104  | 97   | 91   | 101  | 94   | 109  | 122  | 119  |
| Quelle: Cassini und INSEE |      |      |      |      |      |      |      |      |      |

## Sehenswürdigkeiten
- Kirche Notre-Dame-de-l'Assomption aus dem 16. Jahrhundert (ehemals Saint-Marcel), seit 1926 Monument historique

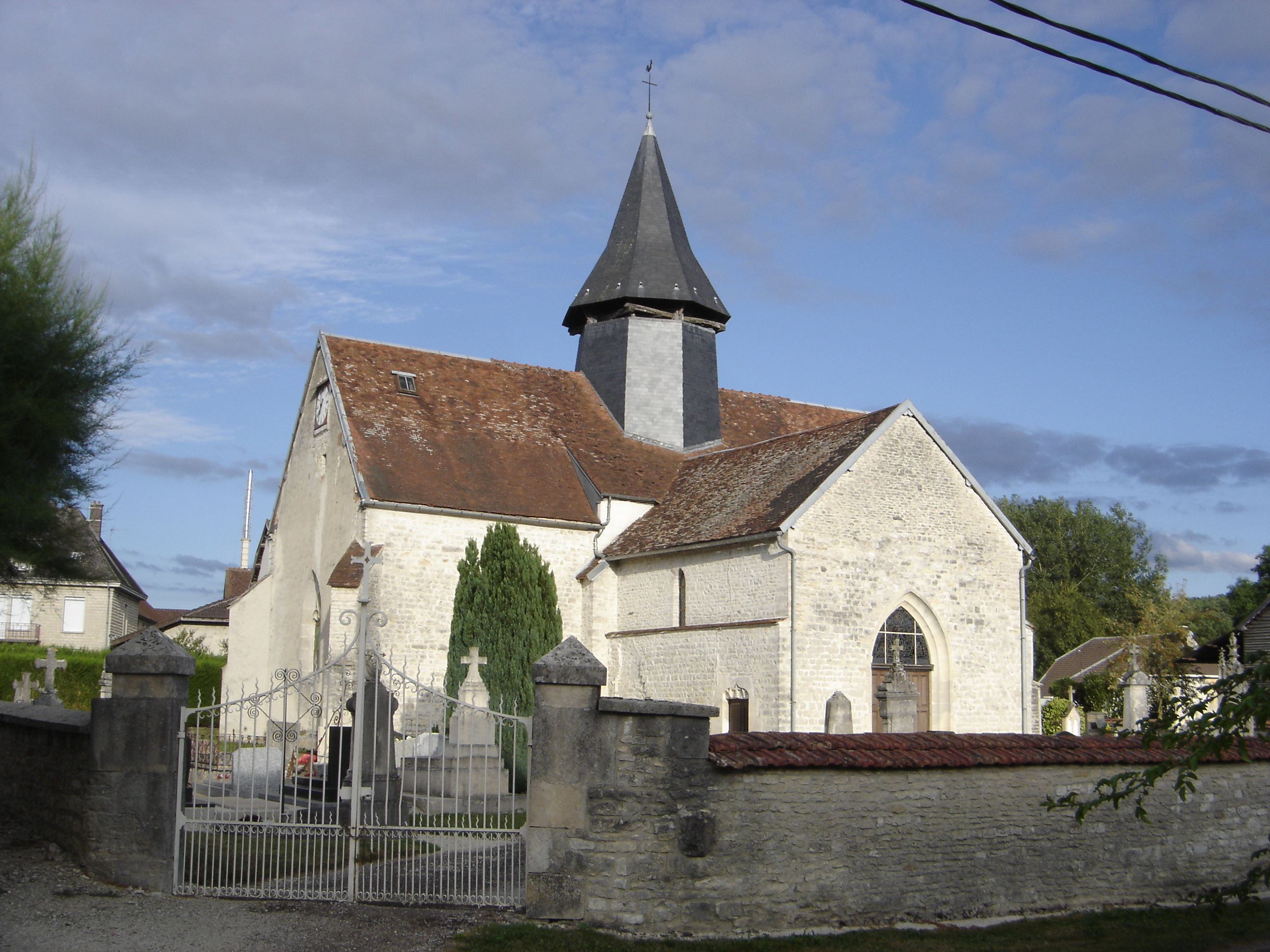
Kirche Notre-Dame-de-l'Assomption